# Tvrdá měna
Tvrdá měna nebo silná měna je v ekonomii globálně obchodovaná měna, která může sloužit jako spolehlivá a stabilní možnost uložení hodnoty.
Faktory podílející se na tvrdosti měny mohou být politická stabilita, nízká inflace, konzistentní měnová a fiskální politika, zálohovaná rezervami drahých kovů a dlouhotrvající stabilní nebo zvyšující se hodnota oproti jiným měnám na tržním základě.
K roku 2008 se mezi tvrdé měny považoval americký dolar, euro, švýcarský frank, britská libra, norská koruna, švédská koruna, kanadský dolar, japonský jen a australský dolar. Tento seznam se může měnit na základě různých teorií měnové politiky.
Výrazné oslabování amerického dolaru od listopadu 2006 oslabilo jeho pozici tvrdé měny. Před nahrazením eurem se za jednu z nejtvrdších měn považovala německá marka.